# Xã Morris, Quận Huntingdon, Pennsylvania
Xã Morris (tiếng Anh: Morris Township) là một xã thuộc quận Huntingdon, tiểu bang Pennsylvania, Hoa Kỳ. Năm 2010, dân số của xã này là 410 người.